# SOLEIL (バンド)
SOLEIL（ソレイユ）は、日本のバンド。2017年結成。2019年活動休止。

## 概要
たんきゅんデモクラシー（2014年12月 - 2016年3月）の活動を終了したそれいゆが、旧知であるサリー久保田の誘いで音楽活動に復帰。
元々はそれいゆのソロとして始まったが、レコーディング終了後、周囲からバンドの方が面白いのではないかという声があり、ギターの中森泰弘と3人でバンドとして活動することになった。

## 経歴
2017年9月20日、VIVID SOUNDから1stシングル「Pinky Fluffy」をリリース。タワーレコード社長の嶺脇育夫は2017年のNo.1シングルに挙げており、12月17日には嶺脇が主宰するレーベル・T-Palette Recordsのイベント「T-Palette Records Presents [Live] meets palette」にゲスト出演している。
2018年3月21日、ビクターから1stアルバム『My Name is SOLEIL』をリリース。久保田は3回目（ザ・ファントムギフト、les 5-4-3-2-1）、中森は4回目（ロッテンハッツ、ヒックスヴィル、ましまろ）のメジャー・デビューとなる。9月19日、2ndアルバム『SOLEIL is Alright』をリリース。同アルバムのリリースに合わせて東名阪でツアーを行うが、それいゆが高校受験に備えるため活動休止。
2019年3月30日のWWWで開催されたワンマンライブで復帰。同年7月に3rdアルバム『LOLLIPOP SIXTEEN』をリリース、それに合わせて東名阪でツアーを行う。WWW Xでのライブが行われる7月20日はそれいゆの16歳の誕生日であった。5月20日、ギターの中森泰弘が自身のInstagramで「自分なりにやれるだけのことは全てやり切った」と脱退を発表。10月10日付公式Twitterにて12月22日の東京・Veats Shibuyaで行うクリスマスライブを以てSOLEILの活動休止を発表。「2度とSOLEILとしてのライブはありません。」と後日に公式Twitterで追加発表された。

## メンバー
- それいゆ（2003年7月20日 - ） - ヴォーカル・グロッケン
  - ex.たんきゅんデモクラシー
  - イギリスと日本のハーフ[9]。
  - 名前は母親が好きだった雑誌「それいゆ」（中原淳一）から名付けられた[1]。
  - 中学では吹奏楽部の部長を務めていた。高校の部活では「有名人気取り」というバンドを組みドラムを担当。SOLEILのライブでもドラムを披露することもある。
  - 2021年1月にセルフプロデュースによるソロEP「海月のななり」を発表。
- サリー久保田（1960年8月4日- ） - ベース
  - ex.ザ・ファントムギフト、les 5-4-3-2-1
  - それいゆの叔母・レモン[10]は「サリー・ソウル・シチュー」（サリー久保田のソロ・プロジェクト）のメンバー（ボーカル）である。

### 旧メンバー
- 中森泰弘 - ギター
  - ヒックスヴィル、ましまろ、ジョンB&ザ・ドーナッツ!のメンバー。
  - それいゆとは家が近所で、彼女にギターをプレゼントしたことがある[11]。
  - 「Pinky Fluffy」のジャケット写真の撮影を担当している[12]。
  - 2019年5月20日脱退[13]。

## 作品

### シングル
- Pinky Fluffy （2017年9月20日、VIVID SOUND）※CD　2018年11月14日、7インチで再販
  1. （A面） Pinky Fluffy（作詞：飯泉裕子 作曲：高浪慶太郎 編曲：岡田ユミ）
  2. （B面） Breakout（スウィング・アウト・シスターのカバー 編曲：岡田ユミ）
  3. Pinky Fluffy(inst) ※CDのみ
  4. Breakout(inst) ※CDのみ

- Baby Boo c/w 恋のハッピー・デート（2018年12月12日、VIVID SOUND）※7インチ
  - A面：Baby Boo（作詞：飯泉裕子 作曲：佐藤清喜 編曲：岡田ユミ・SOLEIL）
  - B面：恋のハッピー・デート（ノーランズ「Gotta Pull Myself Together」のカバー、日本語詞は石野真子がカバーした際のもの。森雪之丞が担当[14]）

- 太陽がいっぱい(My Sweet Fifteen)（2019年5月29日、VIVID SOUND）※7インチ、タワーレコード限定
  - A面：太陽がいっぱい(My Sweet Fifteen)（作詞・作曲：サリー久保田）
  - B面：UFO Single Version（オリジナル：バリー・グレイ）

- メロトロンガール（2019年5月29日、VIVID SOUND）※7インチ
  - A面：メロトロンガール（作詞：飯泉裕子　作曲：岡田ユミ）
  - B面：ハイスクールララバイ （イモ欽トリオのカバー）

- Twinkle Heart（2019年11月20日、ビクターエンタテインメント）※7インチ
  - A面：Twinkle Heart （作詞・作曲：伊秩弘将　編曲：岡田ユミ・SOLEIL）
  - B面：MULTIPLIES （イエロー・マジック・オーケストラ(YMO)のカバー）（作曲：エルマー・バーンスタイン&YMO　編曲：岡田ユミ・SOLEIL）

### アルバム
- My Name is SOLEIL （2018年3月21日、ビクターエンタテインメント）※2018年7月4日、VIVID SOUNDからアナログ盤発売[15]（A面：1. - 6.、B面：7. - 12.）
- 全編曲：岡田ユミ・SOLEIL（5以外）／近田春夫・岡田ユミ・SOLEIL（5）
  1. 魔法を信じる?(mono)（作詞・作曲：サリー久保田）
  2. 恋するギター(mono)（作詞・作曲：真島昌利）
  3. 青いインクのラブレター(mono)（作詞：飯泉裕子　作曲：新井俊也）
  4. ごめんね、テディベア(mono)（作詞：飯泉裕子　作曲：岡田ユミ）
  5. 姫林檎 GO GO!(mono)（作詞・作曲：近田春夫）
  6. 夢見るフルーツ(mono)（作詞：イリア　作曲：白根賢一 & Nicky Bambino）
  7. MARINE I LOVE YOU(mono)（作詞：飯泉裕子　作曲：佐藤清喜）
  8. キャンディの欠片(mono)（作詞・作曲：陽当モナカ）
  9. Are you happy?(mono)（作詞・作曲：カジヒデキ）
  10. 夏のウインク(mono)（作詞：サリー久保田　作曲：高浪慶太郎）
  11. さよなら14才(mono)（作詞：かせきさいだぁ　作曲：中森泰弘）
  12. ソレイユのテーマ(mono)（作曲：中森泰弘）

- SOLEIL is Alright（2018年9月19日、ビクターエンタテインメント）※2019年3月20日、VIVID SOUNDからアナログ盤発売[16]（A面：1. - 6.、B面：7. - 12.）
- 全編曲：岡田ユミ・SOLEIL
  1. 太陽がいっぱい(mono)（作詞・作曲：サリー久保田）
  2. Baby Boo(mono)（作詞：飯泉裕子　作曲：佐藤清喜）
  3. 小さな泥棒(mono)（作詞：飯泉裕子　作曲：岡田ユミ）
  4. 夏の終わりのシルエット(mono)（作詞：イリア　作曲：高浪慶太郎）
  5. エモ色のコラソン(mono)（作詞：かせきさいだぁ　作曲：中森泰弘）
  6. 恋のはじまり(mono)（作詞・作曲：中森泰弘）
  7. 卒業するのは少しさみしい(mono)（作詞・作曲：澤部渡）
  8. Sweet Boy(mono)（作詞・作曲：森若香織）
  9. Hong Kong Chang(mono)（作詞・作曲：横山剣）
  10. Every Day Every Night(mono)（作詞：野有玄佑・サリー久保田　作曲：野有玄佑）※一般公募による[17]
  11. 恋の発熱40℃(mono)（作詞・作曲：原田真二）
  12. UFO(mono)（オリジナル：バリー・グレイ）

- LOLLIPOP SIXTEEN（2019年7月17日、ビクターエンタテインメント）※2020年2月26日、アナログ盤発売（A面：1. - 6.、B面：7. - 12.）
- 全編曲：岡田ユミ・SOLEIL
  1. ファズる心(mono)（作詞：清浦夏実　作曲：沖井礼二）
  2. メロトロンガール(mono)（作詞：飯泉裕子　作曲：岡田ユミ）
  3. アナクロ少女(mono)（作詞・作曲：フレネシ）
  4. ハイスクールララバイ(mono)（作詞：松本隆　作曲：細野晴臣）
  5. Red Balloon(mono)（作詞：飯泉裕子　作曲：佐藤清喜）
  6. Zozoi(mono)（フランス・ギャルのカヴァー）（作詞：Robert Gall　作曲：Nelson Angelo）
  7. 5-4-3-2-1(mono)（作詞・作曲：サリー久保田）
  8. School's Out(mono)（作詞・作曲：直枝政広）
  9. それいゆのカノン(mono)（作詞・作曲：サリー久保田）
  10. トキメキ(mono)（作詞・作曲：のん）
  11. Lollipop Sixteen(mono)（作詞：森若香織　作曲：高浪慶太郎）
  12. なつやすみ(Instrumental)(mono)（作曲：中森泰弘）

- SOLEIL in STEREO（2019年12月18日、ビクターエンタテインメント）
  1. 魔法を信じる? (Stereo Mix)
  2. 恋するギター(Stereo Mix)
  3. 青いインクのラブレター(Stereo Mix)
  4. ごめんね、テディベア(Stereo Mix)
  5. 姫林檎 GO GO!(Stereo Mix)
  6. 夢見るフルーツ(Stereo Mix)
  7. MARINE I LOVE YOU(Stereo Mix)
  8. キャンディの欠片(Stereo Mix)
  9. Are you happy?(Stereo Mix)
  10. 夏のウインク(Stereo Mix)
  11. さよなら14才 (Stereo Mix)
  12. ソレイユのテーマ(Stereo Mix)
  13. 太陽がいっぱい(Stereo Mix)
  14. Baby Boo(Stereo Mix)
  15. 小さな泥棒(Stereo Mix)
  16. 夏の終わりのシルエット(Stereo Mix)
  17. エモ色のコラソン(Stereo Mix)
  18. 恋のはじまり(Stereo Mix)
  19. 卒業するのは少しさみしい(Stereo Mix)
  20. Sweet Boy(Stereo Mix)
  21. Hong Kong Chang(Stereo Mix)
  22. Every Day Every Night(Stereo Mix)
  23. 恋の発熱40℃(Stereo Mix)
  24. UFO(Stereo Mix)
  25. Twinkle Heart

- SOLEIL in STEREO 2（2020年12月23日、Victor）
  1. ファズる心(Stereo Mix)
  2. メロトロンガール(Stereo Mix)
  3. アナクロ少女(Stereo Mix)
  4. ハイスクールララバイ(Stereo Mix)
  5. Red Balloon(Stereo Mix)
  6. Zozoi(Stereo Mix)
  7. 5-4-3-2-1(SOLEIL)(Stereo Mix)
  8. School's Out(Stereo Mix)
  9. それいゆのカノン(Stereo Mix)
  10. トキメキ(Stereo Mix)
  11. Lollipop Sixteen(Stereo Mix)
  12. なつやすみ(Stereo Mix)
  13. 恋のハッピー・デート(Stereo Mix)
  14. Twinkle Heart(Stereo Mix)
  15. MULTIPLIES (Stereo Mix)
  16. 魔法を信じる?(Stereo Mix Instrumental)
  17. MARINE I LOVE YOU(Stereo Mix Instrumental)
  18. 太陽がいっぱい(Stereo Mix Instrumental)
  19. Baby Boo(Stereo Mix Instrumental)
  20. ファズる心(Stereo Mix Instrumental)
  21. アナクロ少女(Stereo Mix Instrumental)
  22. Pinky Fluffy(Stereo Mix)

### 参加楽曲
- ゆっくり飛んでけ（2018年10月31日）
  - 近田春夫のアルバム『超冗談だから』の収録曲。岡田ユミと共同編曲を担当。楽曲内でメンバー全員がドラムスも担当。

### 映像作品
- LIVE AT VEATS（2020年2月26日）
  - 2019年12月22日に行われたラストライブを収録したDVD。

## ライブ

### 2017年
- Brownie meets　SOLEIL（8月12日 岐阜opus）
- SOLEIL「PINKY FLUFFY」リリース記念ミニ・ライブ&特典会（9月24日 HMV record shop 新宿ALTA店）
- 吉田豪×南波一海の"このアイドルが見たい" 2017長月（10月9日 渋谷LOFT9）
- "Pinky Fluffy" RELEASE PARTY （10月15日 新宿レッドクロス）
- 『岩下の新生姜の日』制定記念スペシャルライブ SOLEILデビュースペシャル（11月3日 岩下の新生姜ミュージアム）
- ミニソレイユ百科（12月10日 神保町視聴室）※ゲスト：まゆたん（たんきゅんデモクラシープロデューサー）
- T-Palette Records Presents [Live]meets palette（12月17日 代官山UNIT）

### 2018年
- SUNDAY GIRLS season2（1月14日 神保町視聴室）
- SOLEIL new year party!（1月21日 Zher the ZOO YOYOGI）
- SOLEILデビューアルバム 「My Name is SOLEIL」 発売記念 インストアイベント（3月24日 タワーレコード新宿店、3月26日 タワーレコード渋谷店、6月10日 タワーレコード名古屋パルコ店）
- Zher the ZOO YOYOGI 13th Anniversary "My Name is SOLEIL release party!"（3月25日 Zher the ZOO YOYOGI）
- GO GO fab chic（6月9日 新栄Live&Lounge Vio）
- RYUTist cafe live in daikanyama UNICE（7月20日 代官山UNICE）
- 『さよなら14歳』SOLEIL Birthday Live（7月29日 Zher the ZOO YOYOGI）
- Shinjuku Loft Presents Cheer up Lives Vol.3（8月23日 新宿ロフト）
- PEANUTS CAMP 2018（8月26日 一番星★ヴィレッジ）
- ジューシィ・フルーツ presents『秋のジビデ・バビディ・ブー』（9月9日 Rock Joint GB）
- "SOLEIL is Alright" Tour（9月22日 Rock Joint GB、9月23日 伏見ライオンシアター、9月29日 OSAKA MUSE）
- SOLEIL セカンドアルバム 「SOLEIL is Alright」発売記念インストアイベント（9月30日 タワーレコード新宿店、10月7日 タワーレコード渋谷店）

### 2019年
- ワンマンライブ「Hello, Again SOLEIL」（3月30日 WWW）
- テレジアプロジェクト＆miuzic Entertainment 共催 『Mezzo Forte SP』（5月18日 東京・Zepp Diver City）
- MODS MAYDAY NAGOYA 2019（5月25日 名古屋・Live & Lounge Vio）
- RYUTist presents「HI, HOW ARE YOU with SOLEIL」(6月1日 新宿MARZ)
- SOLEIL「LOLLIPOP SIXTEEN」TOUR (6月29日 大阪・OSAKA MUSE)
- SOLEIL「LOLLIPOP SIXTEEN」TOUR (6月30日 名古屋・RAD HALL)
- SOLEIL「LOLLIPOP SIXTEEN」TOUR (7月20日 WWW X)
- 「LOLLIPOP SIXTEEN」発売記念インストアイベント (8月4日 タワーレコード新宿店)
- MUNETAKA SPECIAL 2019 (8月24日 渋谷 O-WEST)
- DIVE vol.2 (8月25日 下北沢ガレージ)
- "READY SOLEIL GO" Costume produced by starblinc (9月15日 渋谷 O-Crest)
- Dry Bones 30th Anniversary Party (9月16日 下北沢GARDEN)
- "READY SOLEIL GO" Costume produced by starblinc (10月13日 渋谷 O-Crest)
- "READY SOLEIL GO" Costume produced by starblinc (11月15日 渋谷 O-Crest)
- SOLEIL LAST CHRISTMAS Concert(2019年12月22日(Veats Shibuya)